# طراح تولید

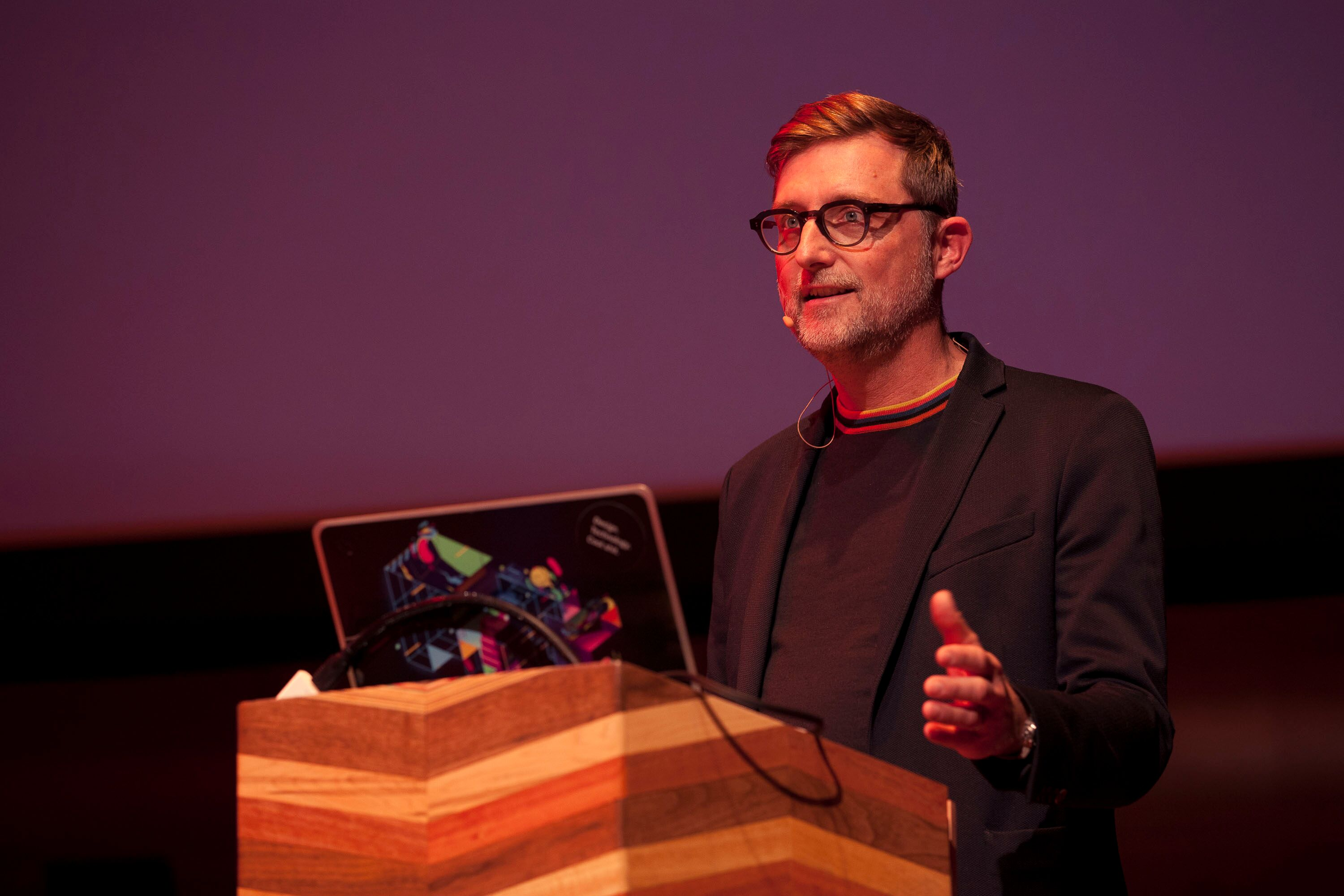
طراح تولید مسئول بررسی زیبایی شناسی کلی داستان و فیلم است.

طراح تولید (انگلیسی: Production designer) در صنعت فیلم و تلویزیون، فردی است که مسئول زیبایی‌شناسی کلی داستان می‌باشد. طراحی تولید حسی از دوره زمانی، مکان طرح و کنش‌ها و احساسات شخصیت را به بینندگان القا می‌کند. طراحان تولید با همکاری مستقیم با کارگردان، فیلم‌بردار و تهیه‌کننده، نقش خلاقانه کلیدی در خلق فیلم‌های سینمایی و تلویزیونی دارند. اصطلاح طراح تولید نخستین بار توسط ویلیام کمرون مینزیز، در حالی که او در حال کار بر روی فیلم بر باد رفته بود، ابداع شد. طراحان تولید اغلب با کارگردان هنری اشتباه گرفته می‌شوند، زیرا نقش‌ها و مسئولیت‌های مشابهی دارند.